# Eric Berglund
Eric Berglund, född 20 januari 1981, är en svensk musiker. Berglund hade 2001–2009 tillsammans med Henning Fürst bandet The Tough Alliance. När bandet upphörde inledde Berglund en solokarriär under projektnamnet ceo.

## Diskografi

### Ceo

#### Studioalbum
- 2010 – White Magic (Sincerely Yours)
- 2014 – Wonderland (Modular)

#### Singlar
- 2010 – "Come With Me" (7")
- 2010 – "Illuminata" (7")
- 2011 – "Ave Maria" (Mp3)
- 2013 – "Whorehouse" (Mp3)
- 2016 – "Kill Count" (Mp3)